# Scopula fimbrilineata
Scopula fimbrilineata är en fjärilsart som beskrevs av W. Warren 1902. Scopula fimbrilineata ingår i släktet Scopula och familjen mätare. Inga underarter finns listade.